# 文昌國小文昌祠
23°33′14″N 120°21′02″E / 23.5539632°N 120.3504583°E
文昌國小文昌祠，位於臺灣嘉義縣新港鄉宮前村、文昌國小內祭祀孔子的文昌祠，為嘉義縣政府釋奠之所。

## 前身

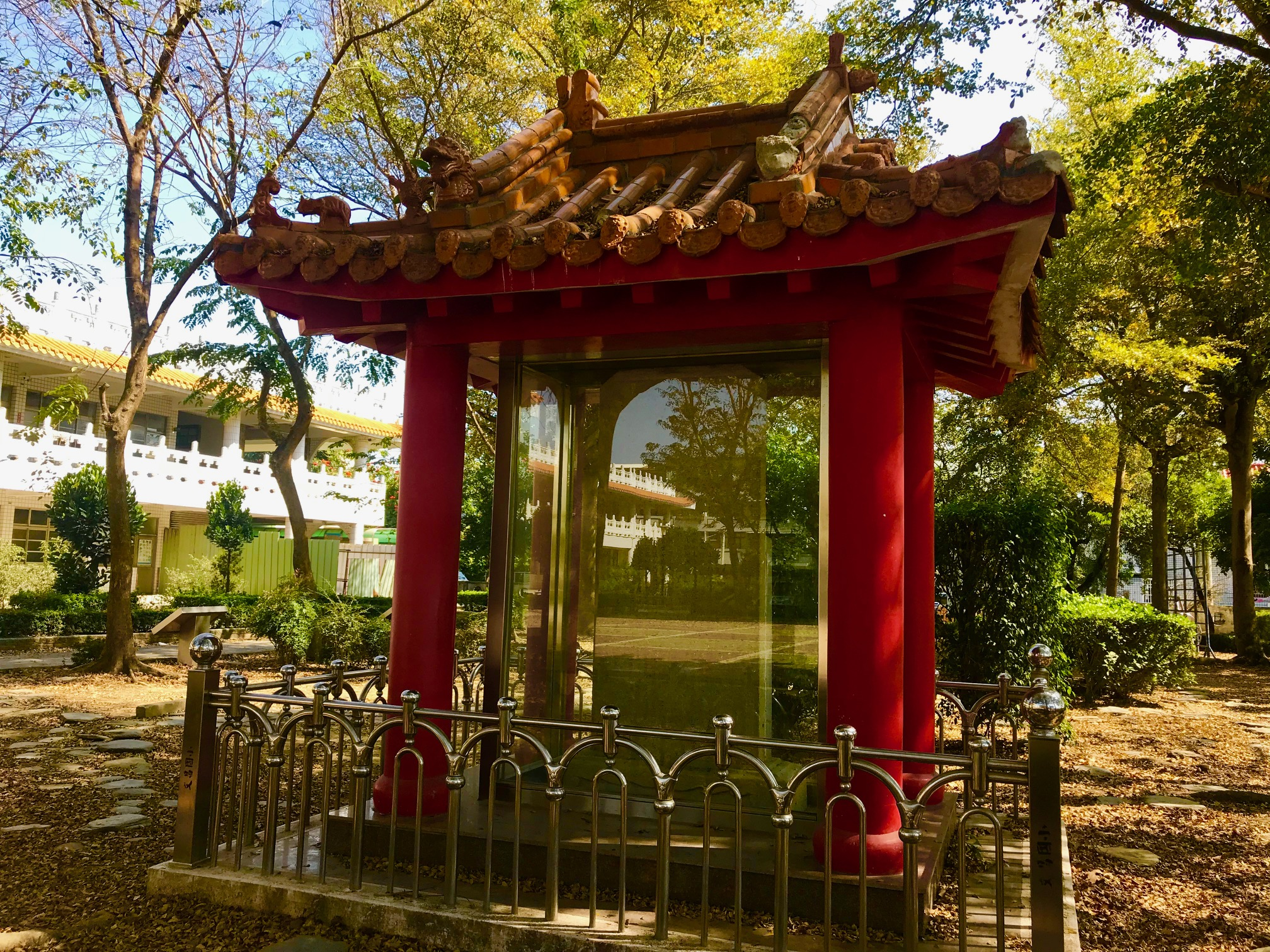
新建登雲書院喜捐緣金名碑

道光十五年（1835年），太子少保王得祿聯合地方紳士捐建登雲書院。書院內闢建文昌祠奉祀孔子牌位，樹立一座高208公分、寬93公分的雙龍紋飾花崗岩石碑紀念。
1904年斗六地震造成登雲書院嚴重傾毀，學生迫轉往他地，至1906年梅山地震書院全毀。孔子牌位輾轉移到新港大興宮、新港奉天宮。

## 沿革

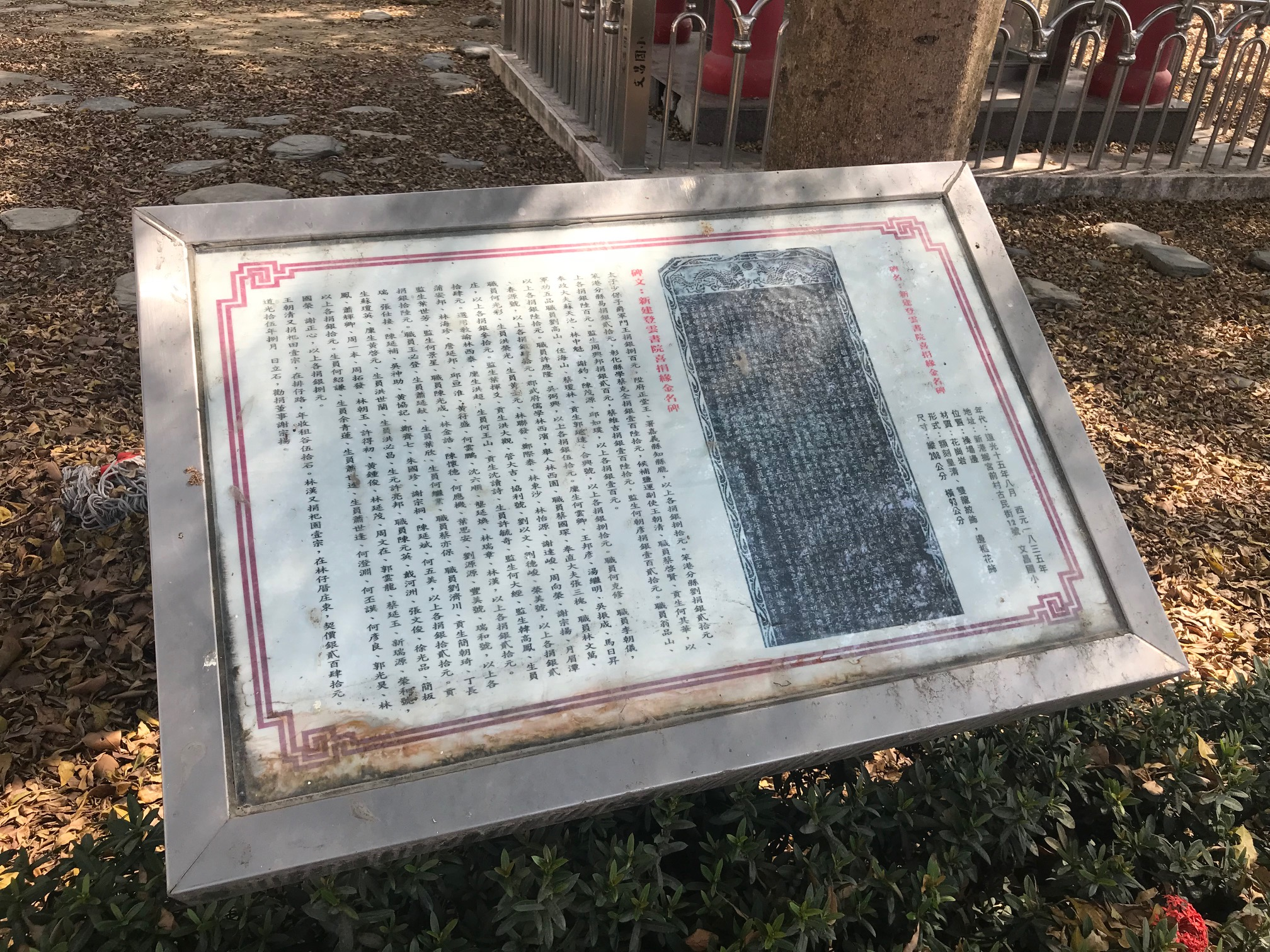
說明牌有寫校址在嘉義縣新港鄉宮前村古民街12號。

1958年，嘉義縣政府年在書院遺址成立新港國民學校文昌分班。1963年，校園挖出登雲書院創立時的石碑。文昌國小於該年12月在教室設置文昌祠，將孔子牌位請回供奉，每日派員到文昌祠上香致敬。
校園興建有登雲亭，曾掛著道光年間文昌閣全景、王得祿遺像兩幅圖畫，登雲亭整修後，兩幅圖畫下落不明。
1995年，廟宇位於的舊大樓因被評為危樓，遂斥資新台幣二千八百三十萬元重建，並依舊制在大樓中間規劃一間文昌祠。次年4月30日，校慶當日，孔子牌位請回新大樓上的文昌祠供奉。

## 釋奠
嘉義縣市未分家前，嘉義縣府於教師節都在嘉義市孔子廟舉行祭孔大典，縣市分家後，嘉義縣因缺乏適當場所，祭孔儀式中斷廿年，全縣僅新港鄉繼續保留祭孔儀式。
縣長陳明文上任後主張恢復全縣性祭孔典禮，遂於2002年教師節開始在新港文昌國小文昌祠釋奠。2005年，首次舉行六佾舞，由文昌國小訓練六十名高年級男生作佾生、禮生及掛圖等祀典禮儀。
典禮最初擊打三十六通鼓迎天神，接著七十二通鼓迎地祇，再一百零八通鼓昭告天地神明一同參與，然後以六佾舞祭孔。縣長在典禮中擔任主祭官，進行初獻、亞獻禮和終獻禮。三禮使用的酒樽從鳥形、牛形到象形，盛裝受孔子祝福的紅露酒、紹興酒、黃酒，代表愈發尊貴。